# Christine Scheiblich
Christine Scheiblich-Hahn (Wilsdruff, 31 dicembre 1954) è un'ex canottiera tedesca.

## Palmarès

### Olimpiadi
- 1 medaglia:
  - 1 oro (Montréal 1976 nel singolo)

### Mondiali
- 3 medaglie:
  - 3 ori (Lucerna 1974 nel singolo; Nottingham 1975 nel singolo; Amsterdam 1977 nel singolo)